# Pedro Sánchez
Pedro Sánchez Pérez-Castejón (Madrid, 29. veljače, 1972.), obično nazivan samo Pedro Sánchez, španjolski je ekonomist i političar. Zovu ga i el Guapo (Ljepotan; pariški Le Monde ga je usporedio s Caryjem Grantom). Od 26. srpnja 2014. do 1. listopada 2016. bio je glavni tajnik  Španjolske socijalističke radničke stranke (PSOE). Od 2. lipnja 2018. obnaša dužnost predsjednika vlade Kraljevine Španjolske nakon što je njegov prethodnik Mariano Rajoy u Španjolskom parlamentu opozvan s te dužnosti zbog korupcijske afere.

## Obrazovanje i akademska karijera
Diplomirao je na madridskom Institutu Ramiro de Maeztu.
Magisterij iz ekonomske politike EU postigao je na Slobodnom sveučilištu u Bruxellesu, a magisterij iz poslovnog upravljanja (MBA) na Poslovnom fakultetu IESE. Ekonomiju i poduzetništvo je doktorirao 2012. na madridskom campusu privatnog Sveučilišta Camilo José Cela.
Od 2008. je izvanredni profesor ekonomskih struktura te povijesti ekonomskih doktrina na Fakultetu pravnih i poduzetničkih znanosti Sveučilišta  Camilo José Cela.

## Politička karijera
Pedro Sánchez je član PSOE od 1993. Kao 26-godišnjak bio je zaposlen u Europskom parlamentu kao pomoćnik socijalističke zastupnice Bárbare Dührkop, a nakon toga kao šef kabineta visokog predstavnika UN u Bosni i Hercegovini Carlosa Westendorpa.
Nakon XXXV kongresa PSOE 2000. bio je blizak suradnik stranačkog tajnika Joséa Blanca, koji je operativno vodio PSOE (jer je glavni tajnik José Luis Rodríguez Zapatero bio prvenstveno angažiran kao predsjednik Vlade.
Na izborima za Cortes 2008. bio je prvi od neizabranih u svome izbornom okrugu, pa je 2009. ušao u Kongres, a godinu kasnije su ga parlamentarni izvjestitelji proglasili otkrićem među zastupnicima.
Na primarnim izborima za glavnog tajnika PSOE 2014. dobio je 49 posto glasova, znatno više nego protukandidati Eduardo Madina Muñoz (38), vođa socijalističke grupe u Kongresu, odnosno profesor José Antonio Pérez Tapias (59). Njegov izbor potvrdio je izvanredni kongres PSOE (27-28. srpnja 2014.). Stoga će Pedro Sánchez biti premijerski kanidat PSOE na španjolskim parlamentarnim izborima 2015. godine. Dužnost glavnog tajnika  Španjolske socijalističke radničke stranke (PSOE) prestao je obnašati u 1. listopada 2016. godine.

## Knjige
- La nueva diplomacia económica española[9]